# Masse surfacique
La masse surfacique est une grandeur physique qui mesure la masse par unité de surface. Elle est généralement désignée par la lettre grecque σ. Son unité de mesure dans le Système international d'unités est le kilogramme par mètre carré (kg/m2 ou kg m−2).

## Domaines d'utilisation
La notion de masse surfacique est utilisée notamment pour caractériser les tissus, le papier, les tôles métalliques, les plaques d'isolation phonique…
Dans le domaine de la papeterie elle correspond aux notions de grammage ou de force d'un papier.

## Calcul de la masse surfacique
Pour un corps homogène d'épaisseur constante, la masse surfacique est le rapport de sa masse sur sa surface :
{\displaystyle \sigma ={\frac {m}{S}}}
ou le produit de sa masse volumique par son épaisseur
{\displaystyle \sigma =\rho \cdot e}

De façon générale ou pour un corps non homogène, la masse surfacique correspond à l'intégrale de la masse volumique selon l'épaisseur de l'objet :
{\displaystyle \sigma =\int \rho \;dz,}
Cette masse surfacique correspond à la masse d'une colonne de base unitaire, on peut parler de « densité de colonne ». Si l'épaisseur ou la densité d'un objet varie dans l'espace, la masse surfacique dépend de la position.
Par exemple, la masse d'une colonne d'atmosphère correspond à la masse surfacique de l'atmosphère en un point
L'unité Dobson, qui mesure la quantité d'ozone dans une colonne d'atmosphère, est définie d'une façon similaire.

## Application en acoustique
C'est une des grandeurs prises en compte dans la loi de masse. La loi de masse, valide dans un domaine de basses fréquences (sons graves), permet de déterminer l'atténuation du son au travers d'une paroi séparant deux pièces et caractérisée par sa masse surfacique.